# Semachrysa polysticta
Semachrysa polysticta is een insect uit de familie gaasvliegen (Chrysopidae), die tot de orde netvleugeligen (Neuroptera) behoort. De soort komt voor in India.